# Aurora Carapinha
Aurora Carapinha (Évora, 1956) é uma investigadora, professora e arquitecta paisagista distinguida com o Prémio Ribeiro Teles em 2021. 

## Biografia
Aurora Carapinha nasceu na cidade de Évora em 1956. 
Foi a aluna numero 6 do pioneiro curso de Arquitectura Paisagista, criado por Gonçalo Ribeiro Teles em 1975. Terminou a licenciatura em 1980 e manteve-se ligada à universidade onde obteve o doutoramento em 1995. 

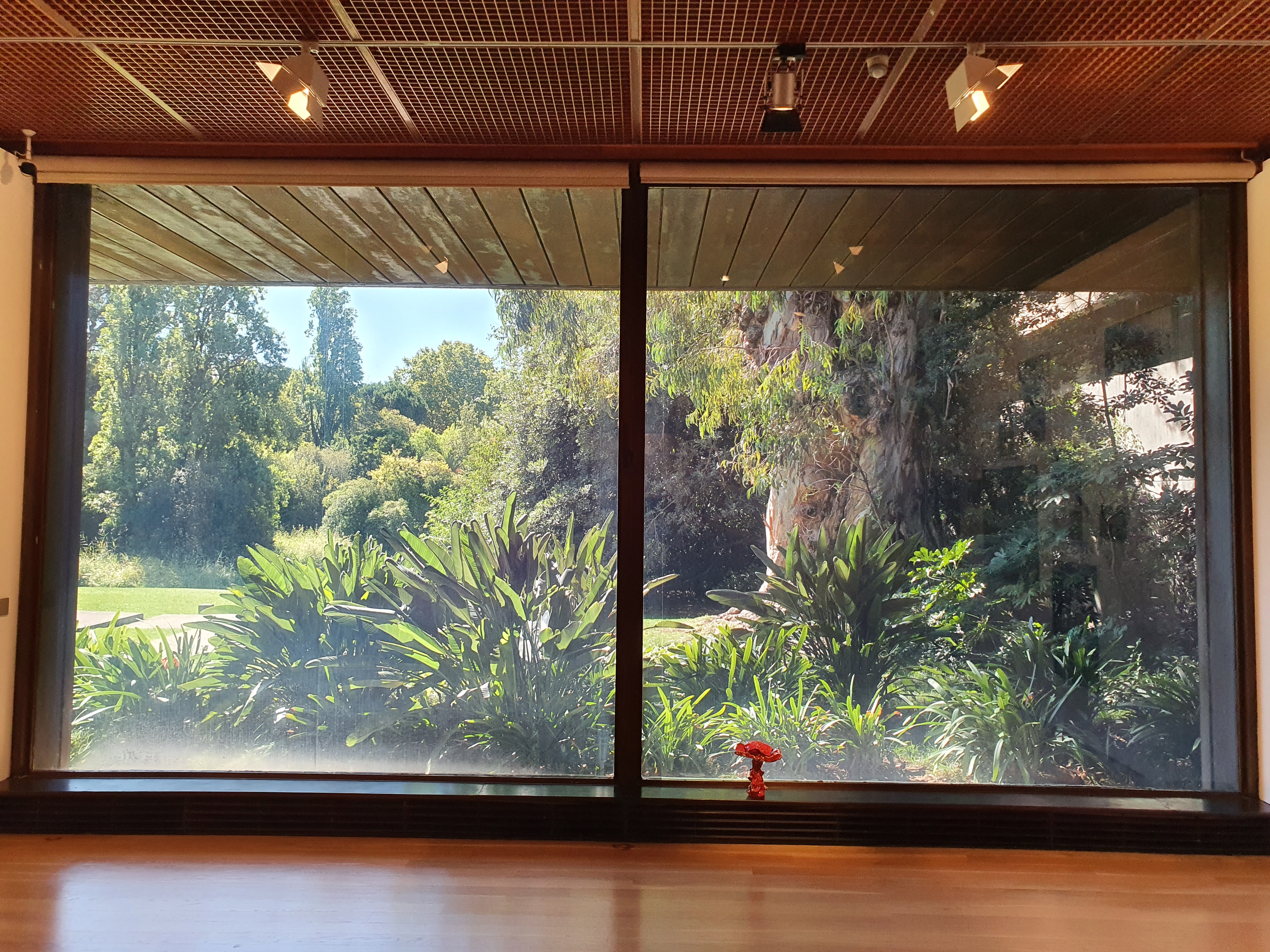
Vista do jardim da Fundação Calouste Gulbenkian a partir do Museu.

Ao longo da sua carreira dedicou-se à investigação no campo da Teoria e da Crítica da Arquitetura Paisagista e ao desenvolvimento de vários projectos relacionados com a paisagem e espaços públicos, nomeadamente jardins. 

## Prémios e Reconhecimento
Em 2021, foi distinguida com o Prémio Ribeiro Teles criado pela sua família em parceria com a Associação Portuguesa dos Arquitectos Paisagistas, a Ordem dos Engenheiros,  Instituto Superior de Agronomia da Universidade de Lisboa, a Universidade de Évora e a Causa Real. 

## Obras Seleccionadas
Escreveu: 
- 1995 - Da essência do jardim português, tese de doutoramento, Universidade de Évora [13]
- 2006 - Gulbenkian: architecture and landscape, co-autora Ana Tostões, editado pela Fundação Calouste Gulbenkian, ISBN 972-9872-87-2
- 2009 - Parks, gardens, and geological monuments of Lisbon, editado pela Câmara Municipal de Lisboa, ISBN 978-972-98489-1-9

## Ligações Externas
- Fundação Calouste Gulbenkian | Conversa no Jardim: Aurora Carapinha (2020)
- Artistica Malvada | CONVERSAS À JANELA | Jardins e espaços públicos com Aurora Carapinha (2022)